# Drepanocanthus mineti
Drepanocanthus mineti är en skalbaggsart som beskrevs av Bordat 1993. Drepanocanthus mineti ingår i släktet Drepanocanthus och familjen Aphodiidae. Inga underarter finns listade i Catalogue of Life.